# Flemming Nielsen
Flemming Gert Nielsen (ur. 24 lutego 1934 w Kopenhadze, zm. 15 listopada 2018 tamże) – duński piłkarz grający na pozycji pomocnika. W swojej karierze rozegrał 26 meczów i strzelił 4 gole w reprezentacji Danii.

## Kariera klubowa
Swoją karierę piłkarską rozpoczął w klubie Boldklubben af 1893. W 1951 roku zadebiutował w jego barwach w duńskiej lidze. Występował w nim do końca 1957 roku. Na początku 1958 roku przeszedł do Akademisk BK. Jego zawodnikiem był do 1960 roku.
W 1961 roku wyjechał do Włoch i przez trzy sezony grał w tamtejszej Atalancie BC. W sezonie 1962/1963 zdobył z nią Puchar Włoch. W latach 1964–1966 grał w szkockim Greenock Morton. W 1966 roku wrócił do B 1893, a w 1967 roku zakończył w nim swoją karierę.

## Kariera reprezentacyjna
W reprezentacji Danii Nielsen zadebiutował 4 czerwca 1954 w przegranym 1:2 towarzyskim meczu z Norwegią, rozegranym w Malmö. W 1960 roku zdobył srebrny medal Igrzyskach Olimpijskich w Rzymie. W kadrze narodowej od 1954 do 1960 roku rozegrał 26 spotkań i zdobył w nich 4 bramki.